# Rushmere St Andrew
Pour les articles homonymes, voir Rushmere.
Rushmere St Andrew est un village et une paroisse civile du Suffolk, en Angleterre.